# Daphniphyllum-Alkaloide

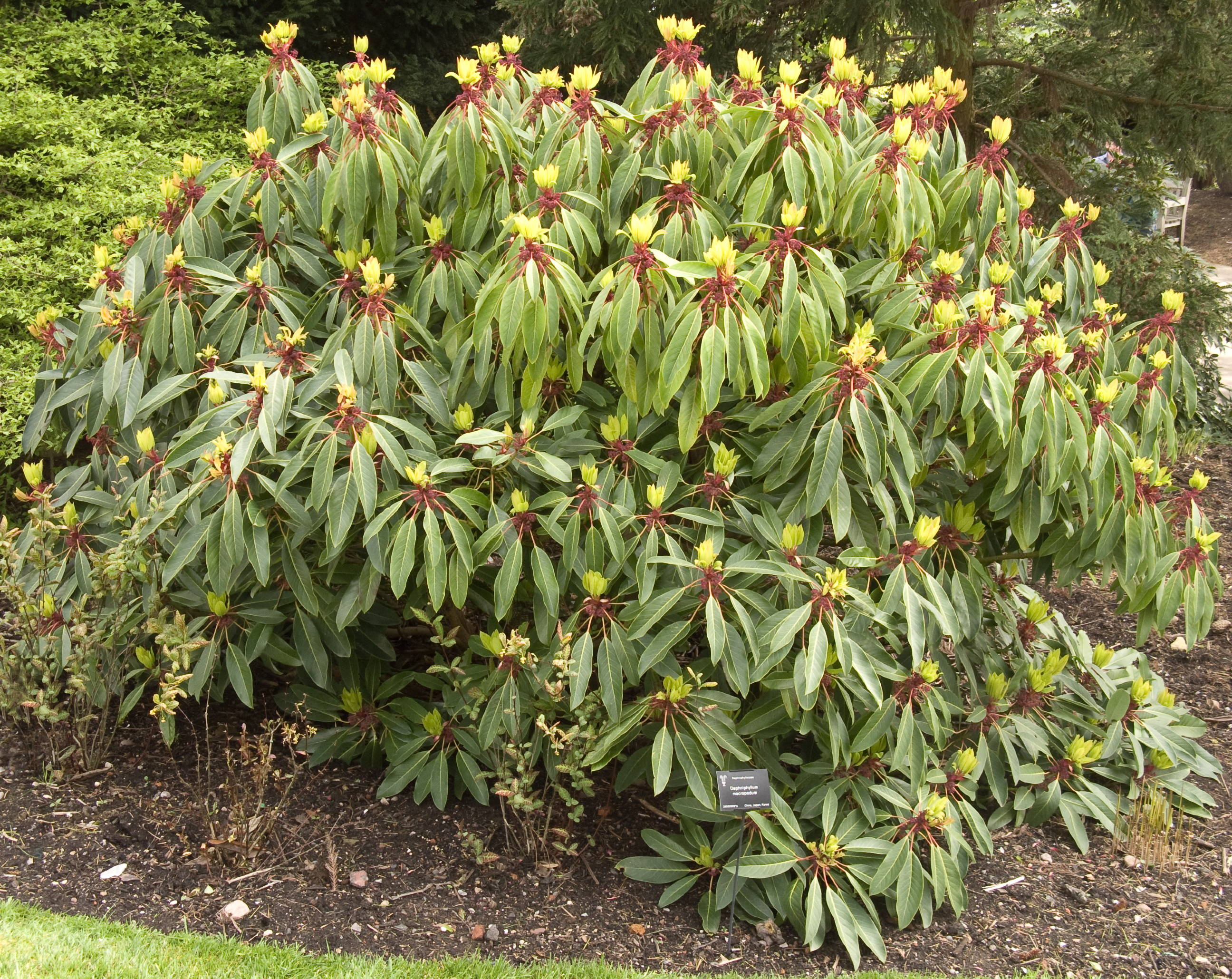
Yuzuriha-Baum (Daphniphyllum macropodum)

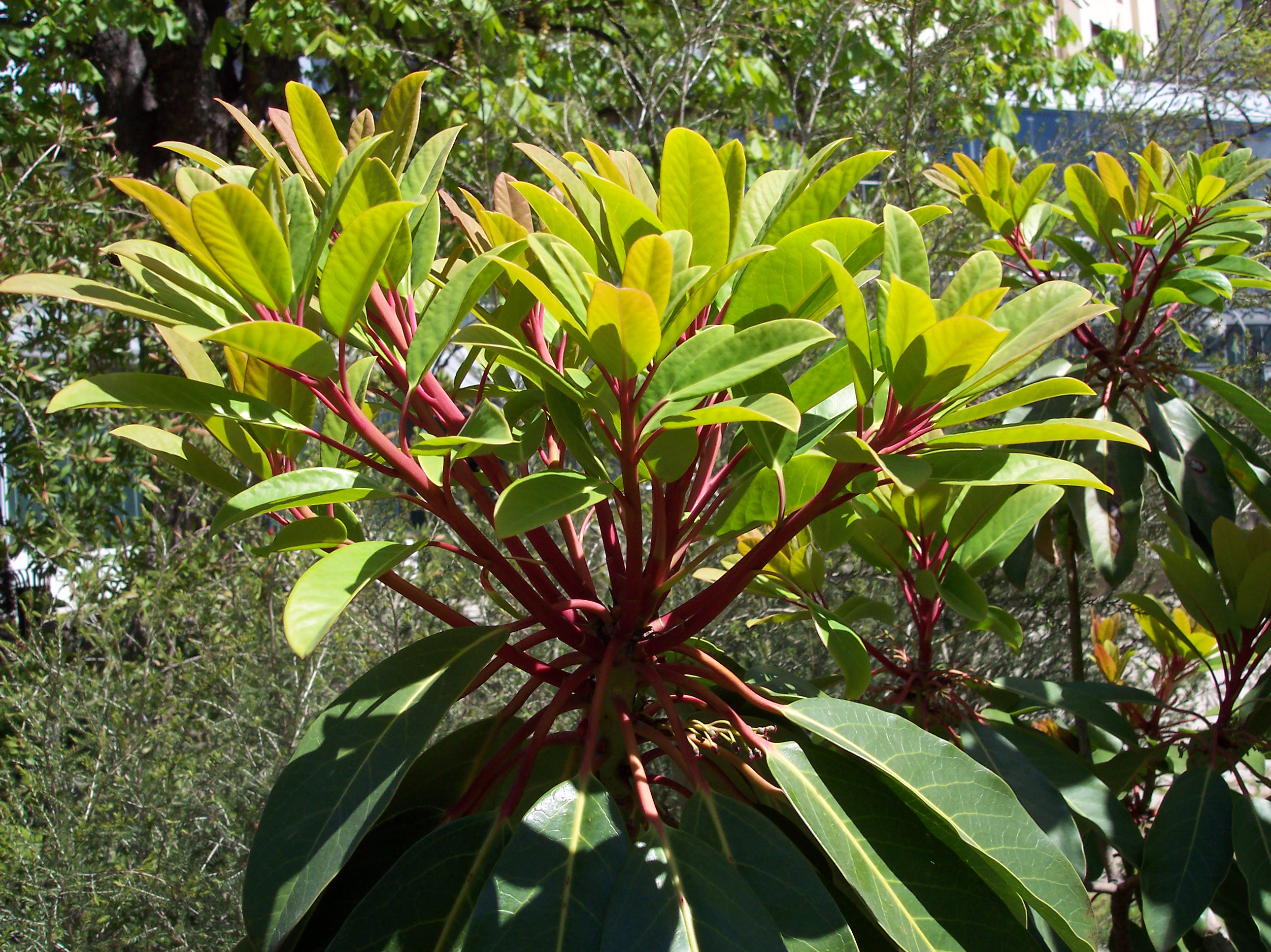
Daphniphyllum macropodum

Daphniphyllum-Alkaloide sind Naturstoffe des Triterpen-Alkaloid-Typs.

## Vorkommen
Daphniphyllum-Alkaloide kommen u. a. in der Rinde und den Blättern des japanischen Yuzuriha-Baumes (Daphniphyllum macropodum) vor. Aus diesem Baum wurden bisher 33 Alkaloide isoliert.

## Vertreter
Zu den Vertretern zählen u. a. Daphniphyllin, Daphniphyllidin. Weiterhin gehören Yuzurimin und Yuzurin zu dieser Alkaloid-Gruppe.

Yuzurimin
Yuzurin

## Eigenschaften
Extrakte aus dem Stamm und den Blättern des Yuzuriha-Baumes werden seit der Antike als Heilmittel gegen Asthma eingesetzt.